# Miskolci metró
A „miskolci metró” egy tervezett föld alatti vasút volt, amely a Budapestről Miskolcra, majd Sátoraljaújhelyre vezető 80-as vasútvonalat kötötte volna össze Miskolc-Rendező vasútállomástól a diósgyőri Vasgyárig. A terv először 1868-ban merült fel, azonban ezt érdemi kivitelezés nem követte. Bár a köztudatban tervezett metróként maradt fenn, valójában két teherpályaudvar közt épült volna, és nem tudni, személyszállításra is használták volna-e.

## Története
A Vasgyárat kiszolgáló földalatti vasút tervezése 1868-ban, Lónyay Mihály akkori pénzügyminiszter Glanzer Miksa egykori gyárigazgatónak címzett levelében jelent meg először. Ez azt tartalmazta, hogy a vasgyár közelében létesítendő kórház melletti területet lenne célszerű összekötni a nagyvasúton található rendező-pályaudvarral. Bizonyos vélemények szerint ezt azért szerették volna a föld alatt kivitelezni, mert az akkori Miskolc, valamint az akkor még különálló Diósgyőr és a hozzá tartozó vasgyár lakosai között jelentős társadalmi és gazdasági szembenállás állt fenn. Más vélemények szerint a természeti adottságok is indokolták volna a földalatti kivitelezését.
A tervek megszületése után ismeretlen okokból meghiúsult a kivitelezés, pedig állítólag az építkezéshez szükséges pénzösszeg is fennállt. A hivatalos indoklás szerint a föld alatti tulajdon telekkönyvezésére nem volt megoldás.
Később módosított tervek alapján került megépítésre a mai iparvágány, amelynek így egy rövid alagutas szakasza is lett Ruzsinszőlő városrész alatt. Az 1930-as években a Budapest–Lillafüred közvetlen vasúti járat ezen a vasútvonalon haladt, de ma már csak nagyon csekély mennyiségű teherszállításra használják.

## Integrációjának lehetősége
Az iparvágány jelenleg is Miskolc olyan nagy lakosságú és közlekedési szempontból jelentős területei alatt/mellett megy el, amelyek közlekedését jelentősen javíthatná, ilyen például az Avas városrész, az Egyetemváros, Ruzsinszőlő vagy éppen Diósgyőr. 
Amennyiben ezeken a helyeken tereprendezéssel megállóhelyeket alakítanának ki, ezzel együtt a Diósgyőri Vasgyár területén lévő iparpályaudvart összekötnék a körülbelül 100 méterre fekvő 2-es villamos végállomásával, egy Diósgyőr-Ruzsinszőlő-Egyetem-Avas-Martinkertváros-Tiszai pu. tengelyen gyorsvillamost hozhatnának létre. Egyes feltételezések szerint ez jelentősen csökkentené a város fő közlekedési tengelyén, a Belvárosban futó villamosok és autóbuszok forgalmát.